# Bobbejaan Schoepen
Bobbejaan Schoepen, nombre artístico de Modest Hyppoliet Joanna Schoepen (Boom, Bélgica, 16 de mayo de 1925-Turnhout, Bélgica, 17 de mayo de 2010), fue un actor, cantautor y músico belga. Representó a su país en la segunda edición del Festival de Eurovisión.

## 5 grandes éxitos
- Ich hab Ehrfurcht vor Schneeweissen Haaren (Bélgica, Países Bajos, y Alemania).
- A veces me pregunto yo / Je me suis souvent demandé (Bélgica, Países Bajos, Francia, España).
- Ich steh an der Bar und habe kein Geld (A Pub with no Beer; Bélgica, Países Bajos, y Alemania).
- Lichtjes van de Schelde (Bélgica)
- Hutje op de heide / Ein Hauschen auf der Heide (Bélgica, Países Bajos, y Alemania).

## Filmografía

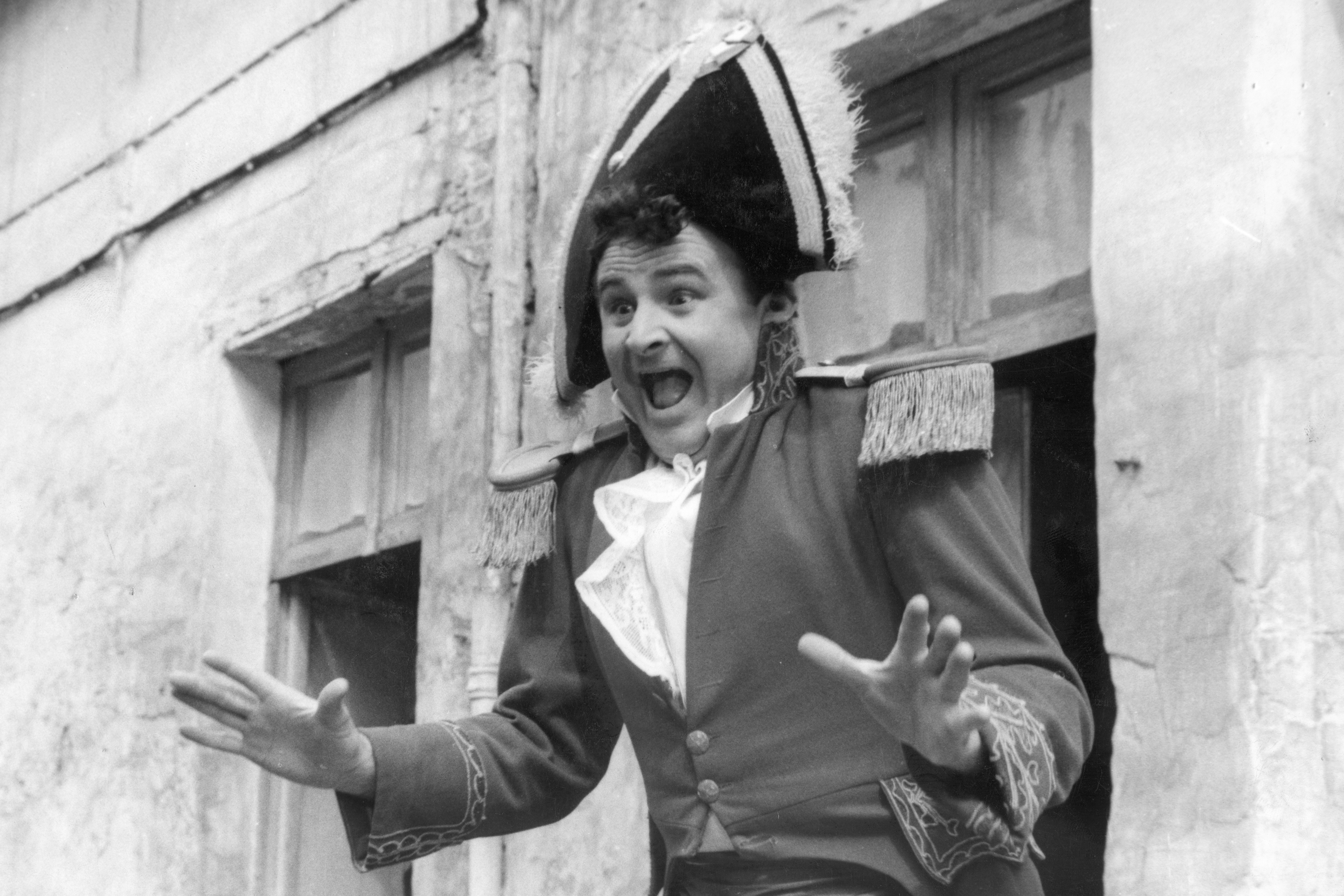
Bobbejaan Schoepen.

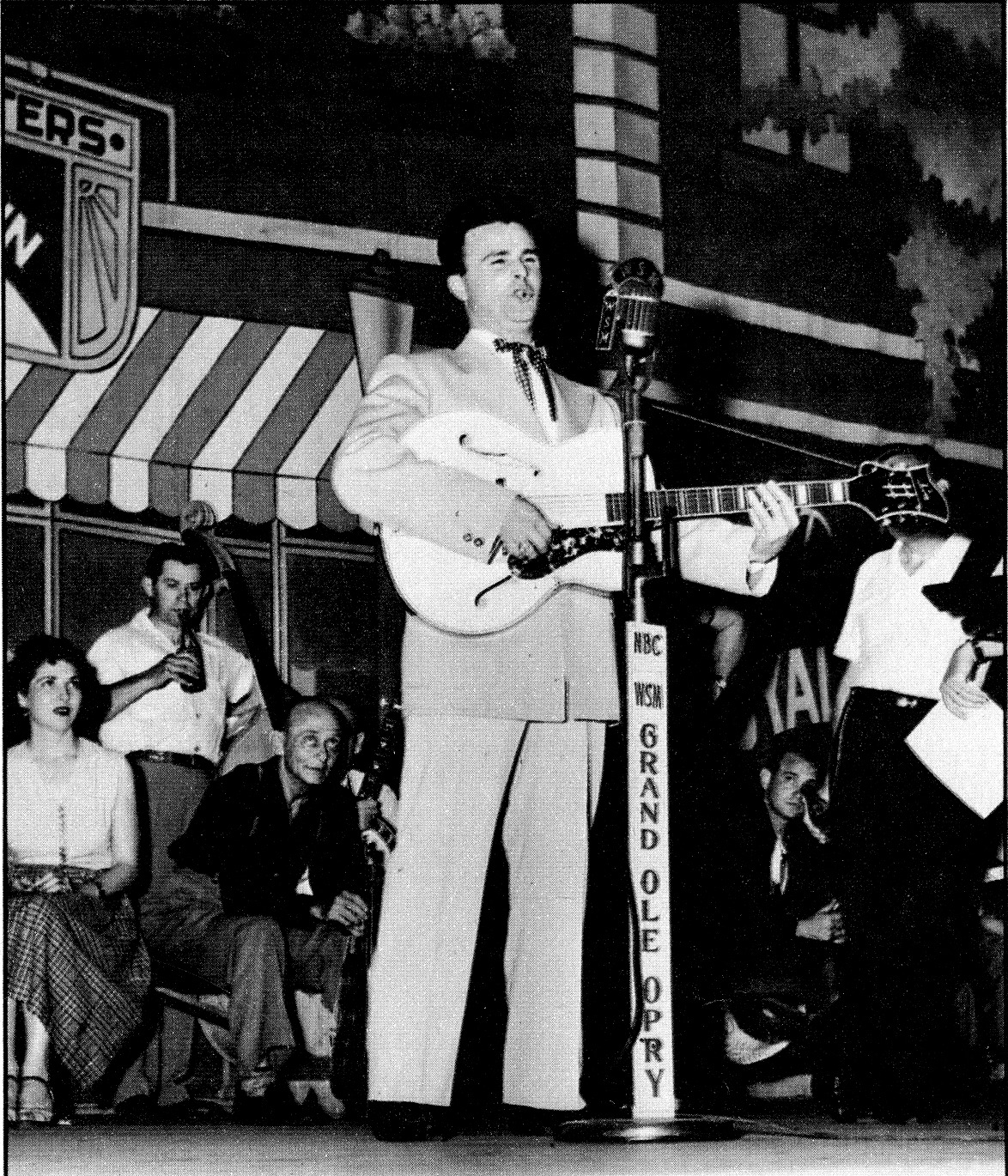
Bobbejaan Schoepen.

- Ah! t'Is zo fijn in België te leven (1950, Bélgica)
- Televisite (TV series 1955, Bélgica)
- At the Drop of a Head (1962, Bélgica–England)
- O sole mio (1960, Alemania)
- Davon träumen alle Mädchen (1961, Alemania)
- Bobbejaanland (Película Producto ZDF —by Vladimir Sis, 1967, Barrandov Studios Praga)
- Der Goldene Schuß— TV episode (Musical Alemania, 1969)
- "Uit met Bobbejaan" (BRT 1969, Bélgica)
- "30 jaar Bobbejaan" (BRT 1978, Bélgica)
- "Bobbejaan 70" (BRT 1995, Bélgica)